# Periander (Name)
Periander ist ein männlicher Vorname.

## Herkunft und Bedeutung
Periander ist griechischen Ursprungs (Periandros) und bedeutet der hervorragende Mann oder der vorzügliche Mann.

## Namenstag
- keiner

## Varianten
- Περίανδρος (Periandros), griechisch

## Namensträger
- Periander von Korinth († 583 v. Chr.), ein Tyrann von Korinth und einer der sieben Weisen der Antike
- Periander (Sohn des Gorgos) (6. Jahrh. v. Chr.), Tyrann von Ambrakia
- Periander (Mediziner) (4. Jahrh. v. Chr.), griechischer Mediziner

## Werke
- Periander (Oper), Oper von Theodore Antoniou